# توطئه (فیلم ۱۹۸۸)
توطئه یا سازش (به هندی: Saazish) فیلمی هندی محصول سال ۱۹۸۸ و به کارگردانی راجکومار کوهلی است. در این فیلم بازیگرانی همچون راج کومار، میتون چاکرابورتی، راج بابار، دیمپل کاپادیا، آنیتا راج، وینود مهرا، قادرخان، آمریش پوری و باب کریستو ایفای نقش کرده‌اند.